# Mulusan
Mulusan is een bestuurslaag in het regentschap Gunung Kidul van de provincie Jogjakarta, Indonesië. Mulusan telt 4311 inwoners (volkstelling 2010).